# Suite Chic
Suite Chic fou un projecte col·laboratiu entre alguns dels top o talentosos artistes de R&B i hip hop, compositors i productors, que va debutar el 18 de desembre de 2002. Suite Chic va servir com a vehicle per la cantant de pop Namie Amuro en un moment en què s'estableix a si mateixa com un talent R&B. Des de la dissolució del projecte molts dels seus participants han arribat a guanyar major èxit
En una entrevista de 2005, Namie Amuro va dir que li agradaria que Suite Chic tornarà en 2006, però res va passar.

## Discografia

### Àlbums
- When Pop Hits the Fan 26 de febrer de 2003 #4 (JP)
- When Pop Hits the Lab 26 de febrer de 2003 #65 (JP)

### Senzills
| Any  | Single                                                                 | JP | Àlbum                 |
| ---- | ---------------------------------------------------------------------- | -- | --------------------- |
| 2002 | "Good Life" (featuring Firstklas) / "Just Say So" (featuring Verbal) ¹ | 35 | When Pop Hits the Fan |
| 2003 | "Uh Uh,,,,,," (featuring Ai) / "Baby be mine" ¹                        | 22 | When Pop Hits the Fan |

¹ Limited Release

### Vídeos
- 26 de març de 2003 - When Pop Hits the Pix